# Crucinotacris decisa
Crucinotacris decisa är en insektsart som först beskrevs av Walker, F. 1871.  Crucinotacris decisa ingår i släktet Crucinotacris och familjen gräshoppor. Inga underarter finns listade i Catalogue of Life.